# دوري المؤسسات - بغداد 1958–59
كأس الاتحاد العراقي لفرق الدرجة الأولى 1958–59 هو الموسم الحادي عشر من دوري المؤسسات في بغداد.
جرت البطولة بطريقة التسقيط الزوجي أي خروج الفريق الذي يخسر مباراتين مع إعادة المباراة التي تنتهي بالتعادل، وأسفرت منافسات البطولة عن احراز أمانة العاصمة للقب البطولة.

## تغييرات الاسم
- تم تغيير اسم فريق الكلية العسكرية الملكية إلى فريق الكلية العسكرية.
- تم تغيير اسم فريق القوة الجوية الملكية إلى فريق القوة الجوية.

## المراكز النهائية
| مركز | فريق             | تأهل  |
| ---- | ---------------- | ----- |
| 1    | أمانة العاصمة    | البطل |
| 2    | الآثوري          |       |
| 3    | السكك الحديد     |       |
| 4    | منتخب الشرطة     |       |
| 5    | اللواء الثامن    |       |
| 5    | مصلحة نقل الركاب |       |
| 7    | الأعظمية         |       |
| 7    | الفيلية          |       |
| 9    | القوة الجوية     |       |
| 9    | الكلية العسكرية  |       |
| 9    | النعمان          |       |

## الجولة الأولى
| الأعظمية | 4–1 | الفيلية |
| -------- | --- | ------- |
|          |     |         |

| السكك الحديد | 0–0 (ب.و.إ.) | اللواء الثامن |
| ------------ | ------------ | ------------- |
|              |              |               |

| السكك الحديد  | 2–2 (ب.و.إ.) | اللواء الثامن           |
| ------------- | ------------ | ----------------------- |
| ثابت 25'، 65' |              | عبد رحمن 15' · محمد 30' |

| السكك الحديد | 2–0 | اللواء الثامن |
| ------------ | --- | ------------- |
|              |     |               |

| أمانة العاصمة                                    | 5–0 | النعمان |
| ------------------------------------------------ | --- | ------- |
| مصلاوي 15'، 80' · نجم 55'، 65' · محمد 75' (جزاء) |     |         |

| الآثوري | 0–0 (ب.و.إ.) | القوة الجوية |
| ------- | ------------ | ------------ |
|         |              |              |

| الآثوري       | 2–1 | القوة الجوية |
| ------------- | --- | ------------ |
| بابا 50'، 79' |     | محمد 35'     |

| منتخب الشرطة                    | 7–1 | الكلية العسكرية |
| ------------------------------- | --- | --------------- |
| فيما · سهاكيان · طبرة · اسماعيل |     | هدف             |

| أمانة العاصمة             | 6–1 | مصلحة نقل الركاب |
| ------------------------- | --- | ---------------- |
| مصلاوي · نجم · محمد · جحا |     | صالح · حسين      |

## الجولة الثانية

### قسم الفائزين
| السكك الحديد                | 3–2 | منتخب الشرطة                        |
| --------------------------- | --- | ----------------------------------- |
| اسماعيل 10'، 70' · ثابت 65' |     | اسماعيل 60' · خلف 75' (ه.ذ.) · محمد |

| أمانة العاصمة                | 3–3 (ب.و.إ.) | الآثوري                                  |
| ---------------------------- | ------------ | ---------------------------------------- |
| نجم 25' · سالم 54' · جحا 62' |              | اوديشو 15' · سركيس 30' · بابا 60' (جزاء) |

| أمانة العاصمة   | 2–1 | الآثوري  |
| --------------- | --- | -------- |
| مصلاوي 20'، 60' |     | بابا 75' |

### قسم الخاسرين
| الكلية العسكرية | 0–1 | اللواء الثامن |
| --------------- | --- | ------------- |
|                 |     | مسعود         |

انتهت المباراة بعد 60 دقيقة بسبب مشاجرات بين الحكم ولاعب الكلية العسكرية عبد رزوقي

خروج الكلية العسكرية من البطولة
| مصلحة نقل الركاب    | 4–1 | القوة الجوية |
| ------------------- | --- | ------------ |
| كوركيس · عبد المجيد |     | إيشايا       |

خروج القوة الجوية من البطولة
خروج النعمان من البطولة (النتائج غير متوفرة)

## الجولة الثالثة

### قسم الخاسرين
| منتخب الشرطة                                                           | 8–1 | الفيلية         |
| ---------------------------------------------------------------------- | --- | --------------- |
| اسماعيل 25'، 40' · لطيف 48' · طبرة 53'، 61' · ابو العورة 75'، 79'، 85' |     | حسين 43' (ه.ذ.) |

خروج الفيلية من البطولة
| منتخب الشرطة                          | 3–2 (ب.و.إ.) | مصلحة نقل الركاب                          |
| ------------------------------------- | ------------ | ----------------------------------------- |
| سهاكيان 55' · اسماعيل 80'، 97' · حسين |              | كوركيس 25' · كوركيس 85' · كوركيس · كوركيس |

خروج مصلحة نقل الركاب من البطولة
| منتخب الشرطة | 1–1 (ب.و.إ.) | اللواء الثامن |
| ------------ | ------------ | ------------- |
|              |              |               |

| منتخب الشرطة                           | 4–0 | اللواء الثامن |
| -------------------------------------- | --- | ------------- |
| اسماعيل 30'، 90' · محمد 40' · طبرة 55' |     |               |

خروج اللواء الثامن من البطولة
خروج الأعظمية من البطولة (النتائج غير متوفرة)

## نصف النهائي

### قسم الفائزين
| أمانة العاصمة                            | 4–0 | السكك الحديد |
| ---------------------------------------- | --- | ------------ |
| جحا 1' · نجم 30' · مصلاوي 55' · سالم 65' |     | سلمان 68'    |

### قسم الخاسرين
| الآثوري                                        | 4–0 | منتخب الشرطة |
| ---------------------------------------------- | --- | ------------ |
| أنوية 9' · سركيس 60' · اوديشو 65'، 85' (جزاء.) |     |              |

خروج منتخب الشرطة من البطولة
| الآثوري              | 2–1 (ب.و.إ.) | السكك الحديد |
| -------------------- | ------------ | ------------ |
| اوديشو 19' · إسماعيل |              | ثابت 30'     |

خروج السكك الحديد من البطولة

## النهائي
انسحب لاعبو الاثوري من المباراة في الدقيقة 40 بعد أن أهدى الحكم ركلة جزاء لفريق أمانة العاصمة. سجل طارق محمد صالح ركلة جزاء أمام شباك فارغة واعتبر فريق أمانة العاصمة بطلاً. ادعى لاعبو الاثوري بعد المباراة أنهم غادروا الملعب بسبب تصرفات جماهير الأمانة وليس بسبب قرار الحكم منح ركلة جزاء.
| أمانة العاصمة    | 1–0 | الآثوري |
| ---------------- | --- | ------- |
| محمد 40' (جزاء.) |     |         |